# Problema
Problema is een geslacht van vlinders van de familie dikkopjes (Hesperiidae), uit de onderfamilie Hesperiinae.

## Soorten
- P. bulenta (Boisduval & Le Conte, 1833)
- P. byssus (Edwards, 1886)